# Kuppdammen
Kuppdammen är en sjö i Garpenberg i Hedemora kommun i Dalarna och ingår i Dalälvens huvudavrinningsområde. Sjön har en area på 0,0733 kvadratkilometer och ligger 192,4 meter över havet. Vid dammen, som i folkmun kallas Kuppen, finns en kommunal badplats.

## Delavrinningsområde

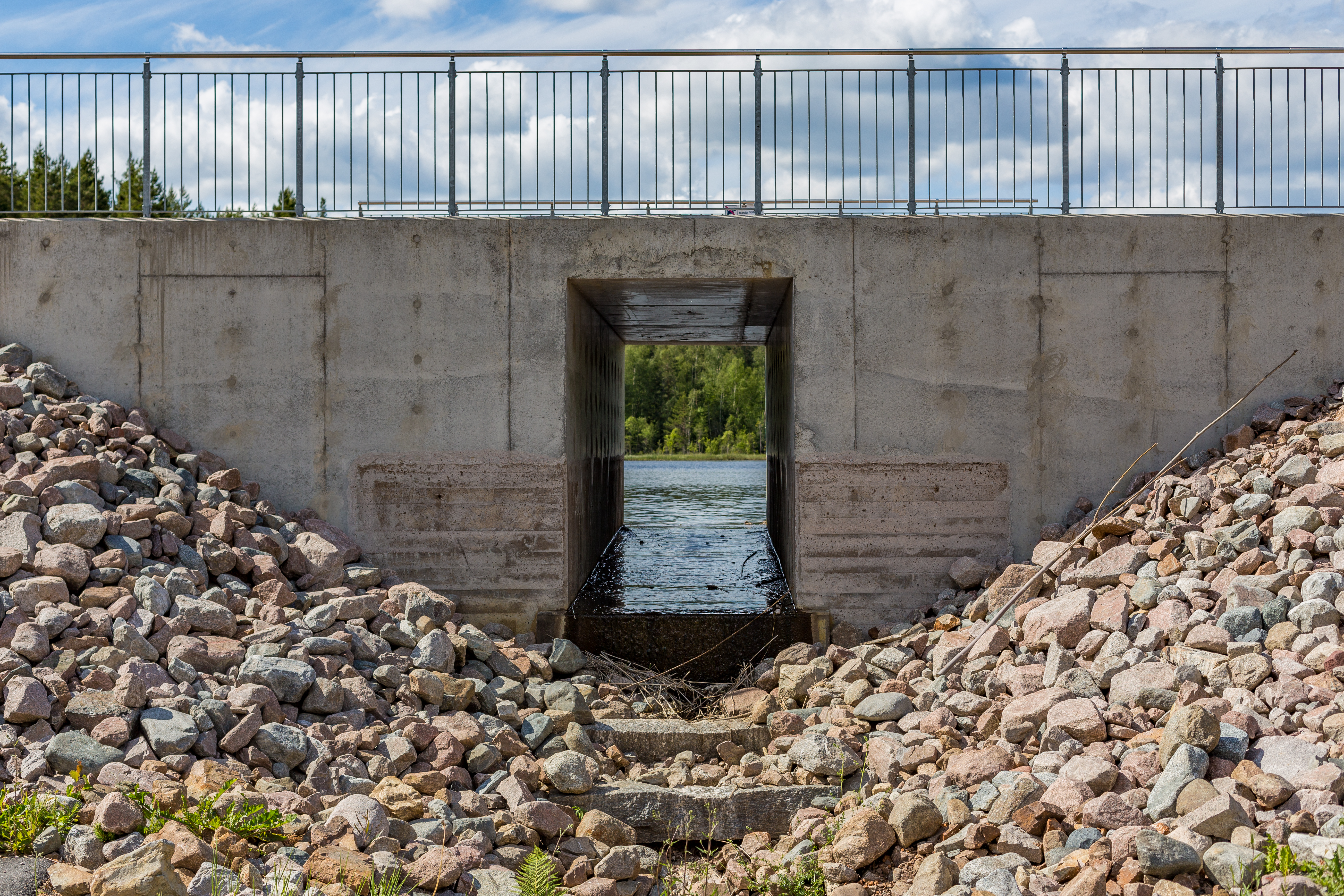
Bräddavlopp på Kuppdammen.

Kuppdammen ingår i det delavrinningsområde (668719-152095) som SMHI kallar för Utloppet av Gruvsjön. Medelhöjden är 193 meter över havet och ytan är 16,41 kvadratkilometer. Räknas de 5 avrinningsområdena uppströms in blir den ackumulerade arean 38,41 kvadratkilometer. Norsån (Garpenbergsån) som avvattnar avrinningsområdet har biflödesordning 2, vilket innebär att vattnet flödar genom totalt 2 vattendrag innan det når havet efter 130 kilometer. Avrinningsområdet består mestadels av skog (53 procent) och öppen mark (16 procent). Avrinningsområdet har 0,07 kvadratkilometer vattenytor vilket ger det en sjöprocent på 1,3 procent. Bebyggelsen i området täcker en yta av 1,37 kvadratkilometer eller 25 procent av avrinningsområdet.